# Red Bull Air Race World Championship 2009
Red Bull Air Race World Series 2009 był siódmym sezonem z cyklu Red Bull Air Race. Sezon rozpoczął się 18 kwietnia 2008 roku wyścigiem w Zjednoczonych Emiratach Arabskich, a zakończył 4 października w Hiszpanii. Zwycięzcą został brytyjski pilot Paul Bonhomme na samolocie Zivko Edge 540.
| Piloci            | Piloci            | Piloci         | Piloci      |
| Pilot             | Kraj              | Samolot        | Nr startowy |
| ----------------- | ----------------- | -------------- | ----------- |
| Hannes Arch       | Austria           | Zivko Edge 540 | 28          |
| Paul Bonhomme     | Wielka Brytania   | Edge 540       | 55          |
| Kirby Chambliss   | Stany Zjednoczone | Edge 540       | 4           |
| Mike Mangold      | Stany Zjednoczone | Edge 540       | 11          |
| Peter Besenyei    | Węgry             | MXS-R          | 5           |
| Nigel Lamb        | Wielka Brytania   | MXS-R          | 9           |
| Alejandro Maclean | Hiszpania         | MXS-R          | 36          |
| Nicolas Ivanoff   | Francja           | Edge 540       | 27          |
| Michael Goulian   | Stany Zjednoczone | Edge 540       | 99          |
| Sergei Rakhmanin  | Rosja             | MXS-R          | 18          |
| Glen Dell         | Południowa Afryka | Edge 540       | 45          |
| Matthias Dolderer | Niemcy            | Edge 540       | 21          |
| Matt Hall         | Australia         | MXS-R          | 95          |
| Pete McLeod       | Kanada            | Edge 540       | 84          |
| Yoshi Muroya      | Japonia           | Edge 540       | 31          |

| Kalendarz startów | Kalendarz startów | Kalendarz startów | Kalendarz startów            |
| Wyścig            | Data              | Miejsce           | Kraj                         |
| ----------------- | ----------------- | ----------------- | ---------------------------- |
| 1                 | 17-18 kwietnia    | Abu Zabi          | Zjednoczone Emiraty Arabskie |
| 2                 | 9-10 maja         | San Diego         | Stany Zjednoczone            |
| 3                 | 13-14 czerwca     | Windsor           | Kanada                       |
| 4                 | 19-20 sierpnia    | Budapeszt         | Węgry                        |
| 5                 | 12-13 września    | Porto             | Portugalia                   |
| 6                 | 3-4 października  | Barcelona         | Hiszpania                    |

## Wyniki
| Miejsce | Pilot             | ZEA | USA | KAN | WĘG | POR | HIS | Razem punkty |
| ------- | ----------------- | --- | --- | --- | --- | --- | --- | ------------ |
| 1       | Paul Bonhomme     | 10  | 10  | 12  | 10  | 13  | 12  | 67           |
| 2       | Hannes Arch       | 13  | 10  | 10  | 8   | 10  | 9   | 60           |
| 3       | Matt Hall         | 7   | 7   | 5   | 5   | 9   | 3   | 36           |
| 4       | Kirby Chambliss   | 3   | 0   | 10  | 10  | 4   | 7   | 34           |
| 5       | Nicolas Ivanoff   | 9   | 12  | 3   | 4   | 0   | 5   | 33           |
| 6       | Nigel Lamb        | 8   | 6   | 4   | 3   | 1   | 10  | 32           |
| 7       | Mike Mangold      | 5   | 5   | 8   | 6   | 7   | 1   | 32           |
| 8       | Peter Besenyei    | 2   | 8   | DNS | 2   | 8   | 4   | 24           |
| 9       | Matthias Dolderer | 1   | 0   | 0   | 7   | 6   | 9   | 23           |
| 10      | Michael Goulian   | 0   | 0   | 6   | 12  | 3   | 1   | 22           |
| 11      | Sergey Rakhmanin  | 6   | 4   | 7   | 0   | 0   | 0   | 17           |
| 12      | Alejandro Maclean | 4   | 2   | 2   | 1   | 5   | 2   | 16           |
| 13      | Yoshihide Muroya  | 0   | 1   | DNS | 0   | 2   | 6   | 9            |
| 14      | Glen Dell         | 0   | 3   | 0   | 0   | DNS | 0   | 3            |
| 15      | Pete McLeod       | 0   | 0   | 1   | 0   | 0   | 0   | 1            |